# Caragana pygmaea
Caragana pygmaea är en ärtväxtart som först beskrevs av Carl von Linné, och fick sitt nu gällande namn av Dc. Caragana pygmaea ingår i släktet karaganer, och familjen ärtväxter.

## Underarter
Arten delas in i följande underarter:
- C. p. angustissima
- C. p. parviflora
- C. p. pygmaea

## Bildgalleri

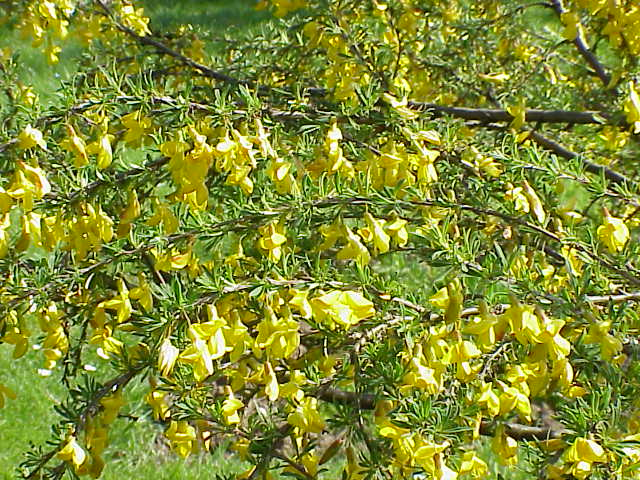
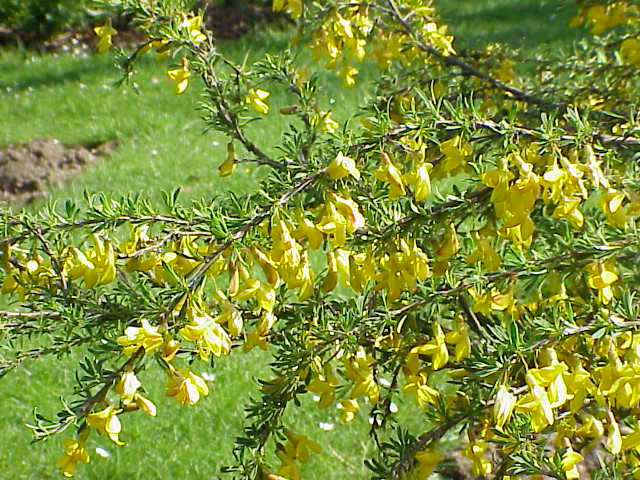
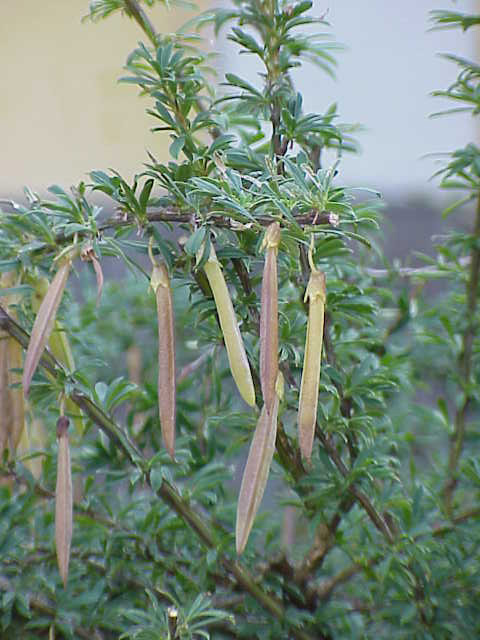
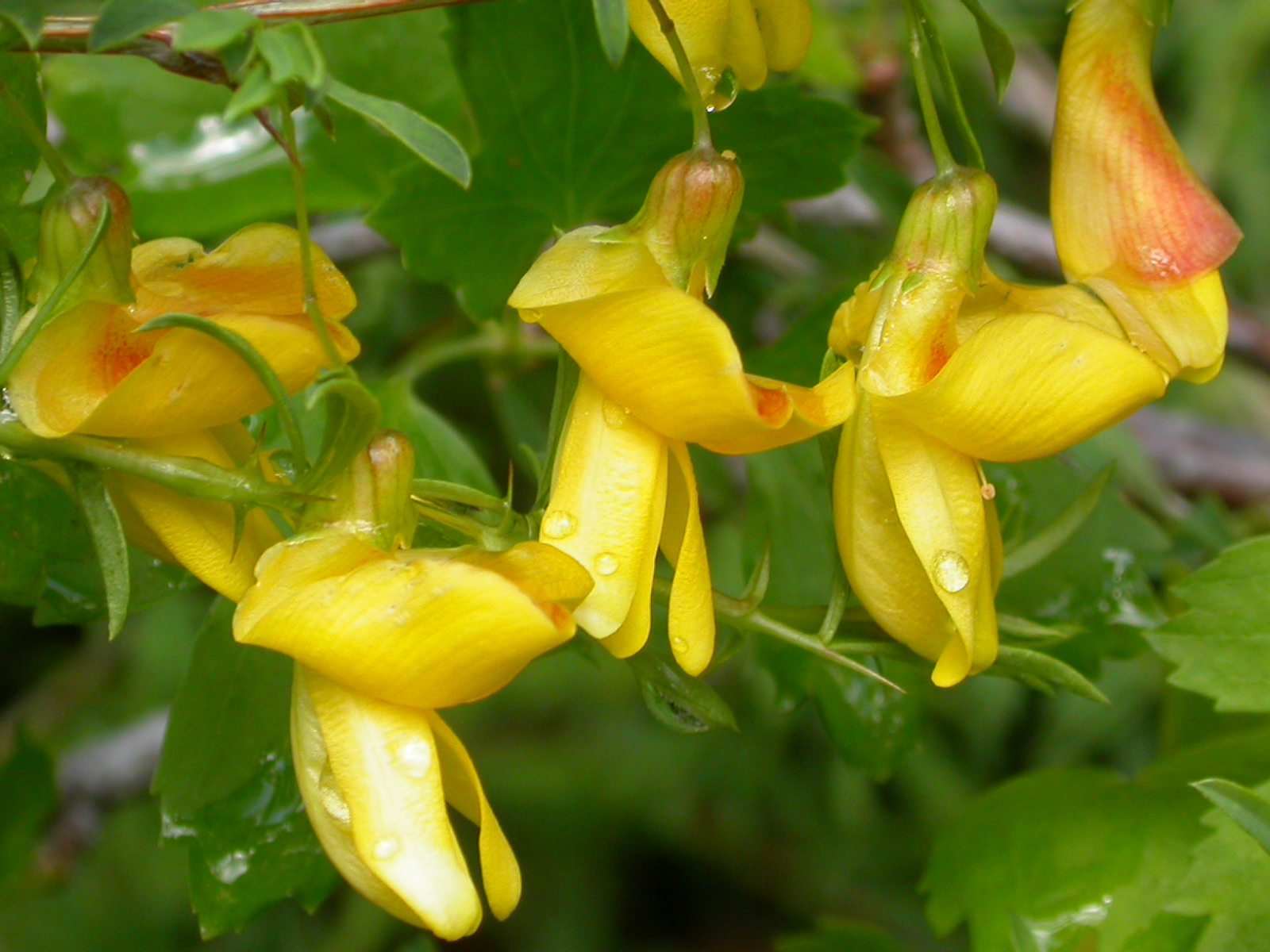
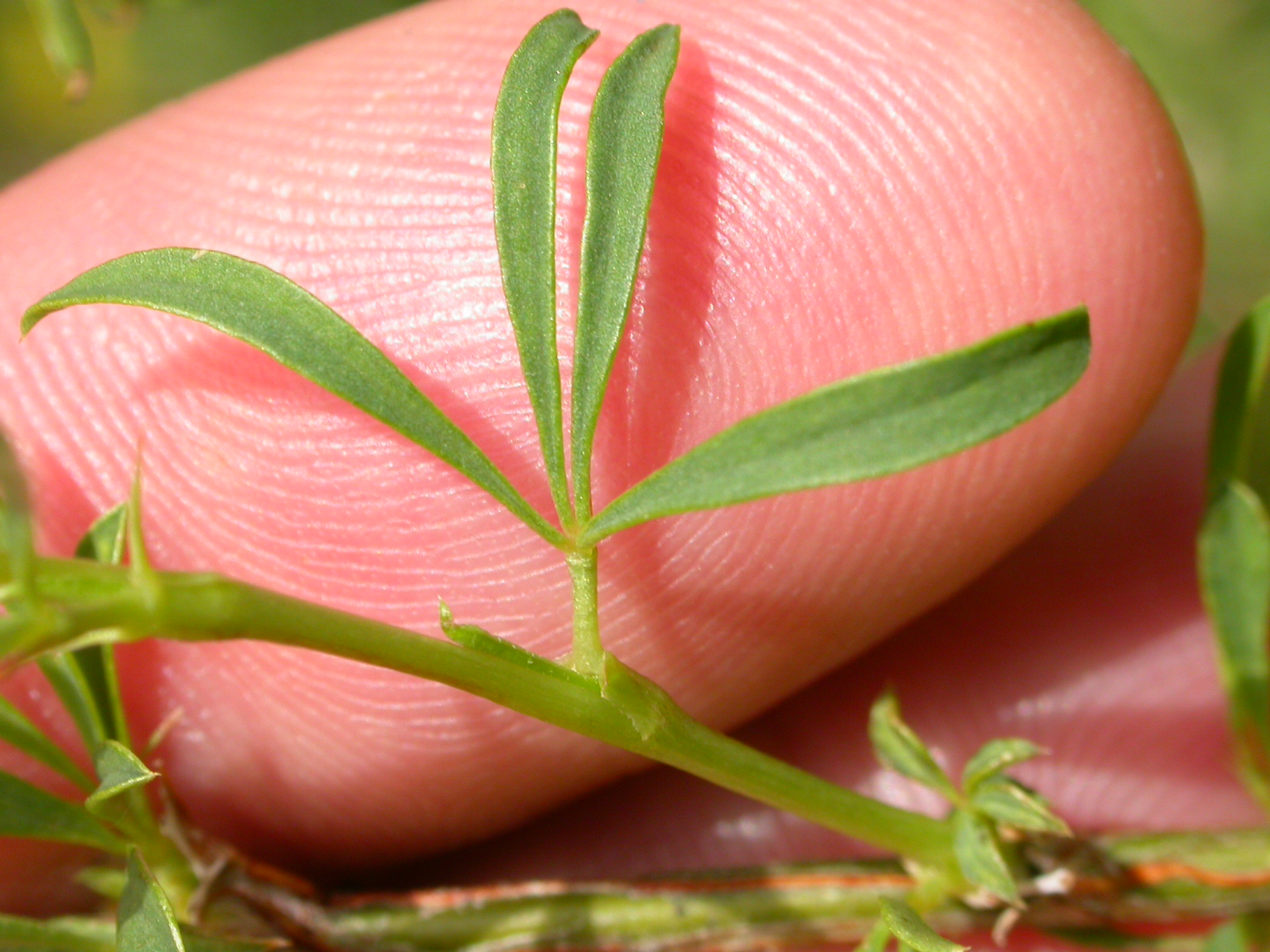
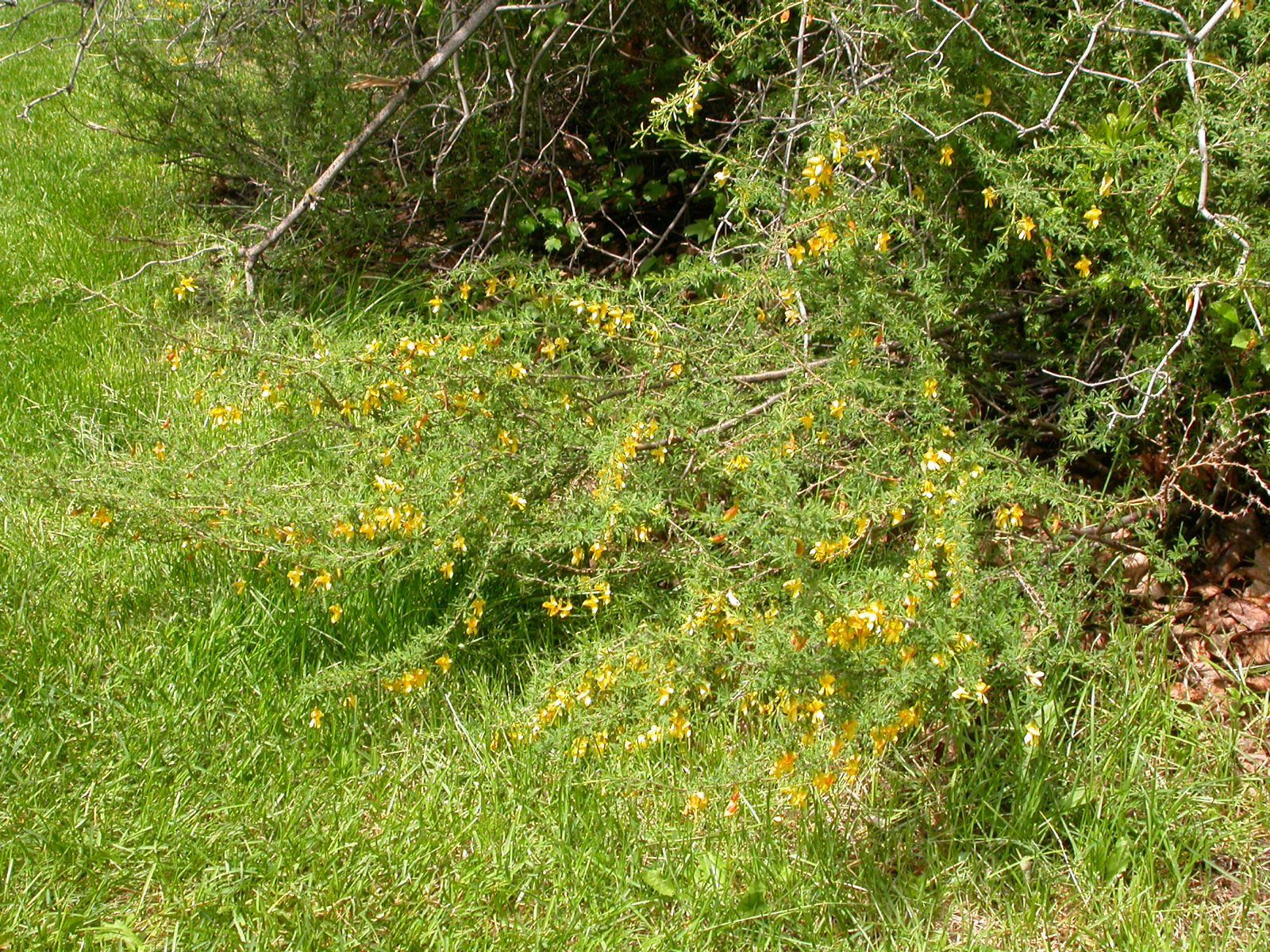